# Diplazium megasegmentum
Diplazium megasegmentum är en majbräkenväxtart som beskrevs av Praptosuwiryo.
Diplazium megasegmentum ingår i släktet Diplazium och familjen Athyriaceae. Inga underarter finns listade i Catalogue of Life.